# Parablennius zvonimiri
Espèce
Statut de conservation UICN

 LC  : Préoccupation mineure
Parablennius zvonimiri (nom vernaculaire : Blennie de Zvonimiri) est un poisson de la famille des Blenniidae

## Description
Parablennius zvonimiri mesure jusqu'à 7 cm.

## Distribution
Cette espèce se rencontre en Méditerranée et en mer Noire.

## Référence
Kolombatovic, 1892 : Blennius zvonimiri n. sp., nova vrsta babice dalmatinskoga mora. Glasnika Hrvatskoga Naravoslovnoga Druzta, vol. 7, p. 107-112 (texte original).